# Диорама
Диорама је модел неког стварног призора или у сразмеру умањеног предмета или локалитета. Најчешће то је тродимензионални приказ улепшан светлосним ефектима или специјално осветљена макета на некој изложби.
Била је значајна у изворној форми, пре настанка фотографије, али је и данас диорама веома распрострањен начин представљања музејског материјала. Користи се најчешће за приказивање неког историјског тренутка или сцене (нпр. битке), затим неког екосистема (нпр. мочвара или шума). Диорама може приказивати реконструисану историјску, али и неку фиктивну сцену.
Реч води порекло из грчких речи диа („преко”) и хорама („призор”).
- Диорама сцене једне битке
- Диорама фабрике у Енглеској (Museum of the Gorge)
- Диорама битке код Сланкамена у војноисторијском музеју у Раштату
- Диорама битке код Петроварадина у музеју на Петроварадинској тврђави
- Диорама Мађарске револуције 1848